# Ionel Haiduc
Ionel Haiduc (n. 9 mai 1937, Cluj, județul Cluj) este un chimist, profesor la Universitatea Babes-Bolyai Cluj-Napoca, academician român, ales pe 5 aprilie 2006 în funcția de președinte al Academiei Române. A fost ales membru de onoare al Academiei de Științe a Moldovei.

## Biografie
Născut în Cluj, pe 9 mai 1937, Ionel Haiduc a urmat studiile primare la școala „Ioan Bob”, iar mai apoi la „Colegiului Național Emil Racoviță”, terminând ca șef de promoție. A absolvit Facultatea de Chimie a Universității din Cluj în 1959. S-a distins încă din primii ani de școală prin interesul pentru cunoaștere, prin capacitatea de a acumula, sistematiza și folosi o uriașă cantitate de informație științifică.
În 1964 a obținut titlul de doctor în chimie la Institutul „M. V. Lomonosov” din Moscova sub conducerea științifică a academicianului K. A. Andrianov. 
Toată viața științifică a Academicianului Ionel Haiduc s-a desfășurat la Facultatea de Chimie a Universității din Cluj, începând din 1959 și până în prezent. Profesor la vârsta de 36 de ani, își completează formarea ca cercetător în SUA între 1966-1972, pe durata a 3 stagii post-doctorale, alături de profesorii Henry Gilman și Bruce King. Între 1990-1993 a fost rector al Universității „Babeș-Bolyai” din Cluj-Napoca și vicepreședintele Consiliului Național al Rectorilor. 
Pasiunea pentru știință în general și pentru chimie în particular, precum și bucuria de a împărtășii cunoștințele a fost apreciată de generații de studenți care regretau momentul în care prelegerile profesorului Ionel Haiduc luau sfârșit.
În anul 2013, în calitatea sa de președinte al Academiei Române, a prezentat punctul de vedere al acestui for științific și academic, combătând cu argumente efectele economice și de mediu disputatul și controversatul proiect de exploatare minieră la suprafață, prin cianurare, a zăcământului aurifer de la Roșia Montană, promovat în ciuda protestelor publice masive, de către Guvernul României, împotriva Companiei Roșia Montană Gold Corporation.

## Activitate profesională
1973 - prezent - profesor la Facultatea de Chimie și Inginerie Chimică, Universitatea „Babeș-Bolyai” Cluj-Napoca, România
1969 - conferențiar,
1964 - lector,
1962 - asistent, 
1959 - preparator.
Din 1959 și până în prezent a avut un post permanent la Universitatea „Babeș-Bolyai”.

## Arii de cercetare
Interesul științific al Profesorului Ionel Haiduc acoperă câteva arii importante: chimia coordinativă și organometalică, chimia supramoleculară, chimia ciclurilor anorganice, activitatea biologică a compușilor metalici (inclusiv activitatea anti-tumorală), nomenclatura și sistematizarea în chimia anorganică, toate acestea fiind domenii în care profesorul Haiduc a adus contribuții esențiale în România. Contribuțiile de pionierat în domeniul Chimiei organometalice continuate pe parcursul a peste 35 de ani a condus la dezvoltarea unei puternice școli în acest domeniu la Facultatea de Chimie și Inginerie Chimică din Cluj-Napoca. 

## Lucrări științifice
Membru în diverse organisme academice și sociale s-a implicat în politica științei, management, protecția mediului fiind autorul unui mare număr de lucrări pe aceste teme.
Academicianul Ionel Haiduc a adus contribuții importante la diverse capitole ale chimiei anorganice, coordinative și organometalice, munca lui științifică fiind acoperită de 9 cărți (publicate în română, poloneză, engleză și greacă), 25 de capitole în volume colective și peste 340 de articole științifice și recenzii. Chimia ciclurilor anorganice rămâne unul dintre domeniile favorite fapt atestat de cărțile publicate în domeniu.
Cartea Chimia Compușilor Metalorganici a servit ca unica sursă de informații timp de mai mulți ani studenților români și a reprezentat începutul sistematic al chimiei organometalice în România. Extensia în limba engleză publicată cu J.J. Zuckerman (Basic Organometallic Chemistry) rămâne o carte de referință pentru mulți studenți din întreaga lume. Aplicațiile compușilor organometalici în variate domenii, inclusiv în medicină au completat studiul asupra sintezei și caracterizării lor structurale. 
Cea mai recentă carte publicată Supramolecular Organometallic Chemistry (avându-l ca și coautor pe F. Edelmann), cu o prefață scrisă de Jean-Marie Lehn, laureat al premiului Nobel, descrie nu numai o arie majoră a chimiei, dar și interfața între chimie, biologie, fizică și știința materialelor.
În prestigiosa revistă Crystal Growth & Design publicată de American Chemical Society scrie: „Chimia organometalică supramoleculară nu a existat ca domeniu distinct până la publicarea cărții Supramolecular Organometallic Chemistry, autori I. Haiduc și F. Edelmann.”

## Lucrări
- Ionel Haiduc, Frank T. Edelmann, Supramolecular Organometallic Chemistry, Wiley-VCH, Weinheim, New York, 1999, 470 pagini
- Ionel Haiduc, Cristian Silvestru, Organometallics in Cancer Chemotherapy, vol. 2. Transition Metal Compounds, CRC Press, Inc., Boca Raton, Florida, 1990, 366 pagini
- Ionel Haiduc, Cristian Silvestru, Organometallics in Cancer Chemotherapy, vol. 1. Main Group Metal Compounds, CRC Press, Inc., Boca Raton, Florida, 1989, 254 pagini
- Ionel Haiduc, D.B. Sowerby (Editors), The Chemistry of Inorganic Homo - and Heterocycles, Academic Press, London, New York, 1987, vol. 1, 416 pagini; vol. 2 460 pagini
- Ionel Haiduc, Chimia compusilor metalorganici, Editura Științifică, București, 1974, 492 pagini
- I. Haiduc, J.J. Zuckerman, Basic Organometallic Chemistry, Walter de Gruyter Publ. Co., Berlin, New York, 1985, 488 pagini

- traducere în limba greacă: Ionel Haiduc, J.J. Zuckerman, Basikh Organometallikhh Chmeia, Ekdoseix Papaxhsh, Aqhna, 1987, 414 pagini

- Ionel Haiduc, The Chemistry of Inorganic Ring Systems, Wiley-Interscience, London, New York, 1970, vol.1 622 pagini, vol. 2 575 pagini
- Ionel Haiduc, Introducere in chimia ciclurilor anorganice, Editura Academiei, București, 1960, 338 pagini

- traducere în limba poloneză: Ionel Haiduc, Wstep do chemii nieorganicznych zwiazkow pierscieniowych, PWN, Warszawa, 1964, 369 pagini (ediție revăzută și adăugită).

## Distincții
Cariera sa strălucită a primit recunoaștere pe deplin meritată. A primit premiul „Gheorghe Spacu” oferit de Academia Română în 1974 și a fost ales membru corespondent în 1990 și membru titular în 1991. A fost președintele Filialei clujene a Academiei Române (1995-2006) și vicepreședintele Academiei Române (1998-2000). În perioada 2006-2014 a fost președintele Academiei Române. 
Multe alte premii naționale și internaționale marchează cariera excepțională a Profesorului Ionel Haiduc. Câteva exemple ar fi: 
- Humboldt Forschungsaufenthalt (1997),
- Gauss Professorship, Göttingen Academy (1998-1999),
- Premiul „Pro Colaboratione”, Academiei de Științe din Ungaria, Filiala Debrecen (1999),
- Diploma de Onoare, Presidiul Academiei de Științe a Moldovei (1999),
- Membru de onoare a Academiei de Științe a Moldovei (2002),
- membru ales, Academia Europaea (London) (2002),
- Doctor honoris causa, Universitatea Tehnica „Gheorghe Asachi”, Iași (2002),
- Doctor honoris causa, Universitatea Politehnica Timișoara (2004),
- Premiul Societății Române de Chimie (2004),
- Premiul Nenițescu-Criegee acordat de Societatea Germană de Chimie și Academia Română (2005)
- Membru de onoare al Academiei de Științe din Ungaria (2007)

A fost de asemena decorat de Președintele României cu ordinul „Steaua României” (în 2000 cu gradul de Mare Ofițer, în 2006 cu gradul de Mare Cruce) și în 2006 „Ordinul de Onoare” de Președintele Republicii Moldova.
Valoarea excepțională a Profesorului Haiduc a fost recunoscută pe plan internațional prin alegerea ca membru în comitetul științific a 9 reviste din țară și străinătate, membru IUPAC, membru al International Council of Main Group Chemists și Alliance of the Universities for Democracy, a fost invitat ca visiting professor în SUA, Brazilia, Spania, Germania, Mexic și Singapore.
La 15 martie 2011, patriarhul Daniel Ciobotea al Bisericii Ortodoxe Române i-a acordat Crucea patriarhală pentru mireni președintelui Academiei Române, Ionel Haiduc. 